# WordPress
WordPress (WP, WordPress.org) là một hệ quản trị nội dung mã nguồn mở miễn phí viết bằng ngôn ngữ lập trình PHP đi cùng với cơ sở dữ liệu MySQL hoặc MariaDB. Thành phần chính bao gồm một kiến trúc plugin và một hệ thống template (được gọi là theme trong Wordpress). WordPress ban đầu được tạo ra như một hệ thống xuất bản blog nhưng sau đó đã phát triển thêm để hỗ trợ các nội dung web khác bao gồm danh sách gửi thư truyền thống, diễn đàn trực tuyến, phòng trưng bày phim ảnh, trang quản lý hội viên, hệ quản trị đào tạo (LMS) và cửa hàng trực tuyến. Thống kê tháng 10 năm 2021 cho thấy trong 10 triệu website hàng đầu có 42,8% sử dụng WordPress. WordPress là một trong những giải pháp hệ quản trị nội dung thông dụng nhất hiện nay. WordPress cũng được dùng cho các lĩnh vực ứng dụng khác như Bảng hiệu điện tử  (PDS).
WordPress được phát hành lần đầu vào ngày 27 tháng 5 năm 2003, bởi hai nhà sáng lập: nhà phát triển người Mỹ Matt Mullenweg và nhà phát triển người Anh Mike Little, như một nhánh riêng của b2/cafelog. Phần mềm này được phát hành theo giấy phép GPLv2.
Để hoạt động, Wordpress phải được cài đặt trên một máy chủ web, hoặc máy chủ thuê của một dịch vụ máy chủ trên internet như Wordpress.com, hoặc máy chủ mạng riêng với gói phần mềm của WordPress.org. Cũng có thể cài đặt trên một máy tính cá nhân dùng cho mục đích thử nghiệm và học tập (localhost).

## Tổng quan
WordPress được biết đến như một CMS miễn phí nhưng tốt, dễ sử dụng và phổ biến nhất trên thế giới. Các so sánh đều cho thấy người dùng sử dụng CMS này cho việc lập các trang web cá nhân đến các trang báo điện tử đồ sộ nhất như CNN, Dow Jones, Wall Street Journal... sử dụng WordPress.
Chủ đề (Theme)
Người dùng WordPress có thể cài đặt và chuyển đổi giữa nhiều chủ đề khác nhau . Chủ đề cho phép người dùng thay đổi giao diện và chức năng của trang web WordPress mà không làm thay đổi mã lõi hoặc nội dung trang web. Mỗi trang web WordPress yêu cầu phải có ít nhất một chủ đề. Chủ đề có thể được cài đặt trực tiếp bằng công cụ quản trị "Giao diện" WordPress trong bảng điều khiển hoặc các thư mục chủ đề có thể được sao chép trực tiếp vào thư mục chủ đề.  Các chủ đề WordPress thường được phân thành hai loại: miễn phí và cao cấp. Nhiều chủ đề miễn phí được liệt kê trong thư mục chủ đề WordPress (còn được gọi là kho lưu trữ) và các chủ đề cao cấp có sẵn để mua từ các chợ và các nhà phát triển WordPress cá nhân. Người dùng WordPress cũng có thể tạo và phát triển các chủ đề tùy chỉnh của riêng họ.

## Lịch sử
b2/cafelog, thường được biết đến với cái tên đơn giản hơn là b2 hay cafelog là tiền thân của WordPress. b2/cafelog theo ước lượng đã được sử dụng ở khoảng 2000 blog trong tháng 5 năm 2003. Nó cũng được viết bằng ngôn ngữ lập trình PHP để dùng với MySQL bởi Michel Valdrighi, người đã trở thành nhà phát triển chính của WordPress hiện nay. Mặc dù WordPress là hậu duệ chính thức nhưng một dự án khác, b2evolution, cũng đang được song song phát triển.
Vào năm 2004, thời hạn cấp phép của gói sản phẩm cạnh tranh Movable Type bị thay đổi bởi Six Apart, và rất nhiều người dùng của nó chuyển sang sử dụng WordPress, tạo nên một bước ngoặt lớn trong sự phát triển và phổ biến của WordPress.
Năm 2007, WordPress giành giải thưởng Packt Open Source CMS.
Năm 2009. WordPress dẫn đầu về mã nguồn CMS tốt nhất.
Vào ngày 06 tháng 12 năm 2018, WordPress ra mắt phiên bản 5.0 với cải tiến lớn, giới thiệu Trình soạn thảo block mang tên Gutenberg giúp tùy chỉnh bố cục bài viết phong phú và phức tạp hơn. Có nhiều cuộc tranh cãi về sự ra mắt của Gutenberg, bao gồm cả phong trào tách riêng đến từ nhiều lập trình viên không muốn sử dụng tính năng này.

### Các phiên bản
Các phiên bản phát hành chính của WordPress được đặt theo tên các nghệ sĩ nhạc jazz nổi tiếng, bắt đầu từ phiên bản 1.0.
| Legend: | Phiên bản cũ | Phiên bản cũ, vẫn được hỗ trợ | Phiên bản hiện tại | Phiên bản xem trước mới nhất | Ra mắt trong tương lai |

| Phiên bản | Tên phiên bản | Ngày phát hành | Các phiên bản cũ không còn hỗ trợ |
| --------- | ------------- | -------------- | --------------------------------- |
| 0.7       | none          | 27/05/2003     |                                   |
| 1.0       | Davis         | 03/01/2004     |                                   |
| 1.2       | Mingus        | 22/05/2004     |                                   |
| 1.5       | Strayhorn     | 17/02/2005     |                                   |
| 2.0       | Duke          | 31/12/2005     |                                   |
| 2.1       | Ella          | 22/01/2007     |                                   |
| 2.2       | Getz          | 16/05/2007     |                                   |
| 2.3       | Dexter        | 24/09/2007     |                                   |
| 2.5       | Brecker       | 29/03/2008     |                                   |
| 2.6       | Tyner         | 15/07/2008     |                                   |
| 2.7       | Coltrane      | 11/12/2008     |                                   |
| 2.8       | Baker         | 10/06/2009     |                                   |
| 2.9       | Carmen        | 19/12/2009     |                                   |
| 3.0       | Thelonious    | 17/06/2010     |                                   |
| 3.1       | Reinhardt     | 23/02/2011     |                                   |
| 3.2       | Gershwin      | 04/07/2011     |                                   |
| 3.3       | Sonny         | 12/12/2011     |                                   |
| 3.4       | Green         | 13/06/2012     |                                   |
| 3.5       | Elvin         | 11/12/2012     |                                   |
| 3.6       | Oscar         | 01/08/2013     |                                   |
| 3.7       | Basie         | 24/10/2013     |                                   |
| 3.8       | Parker        | 12/12/2013     |                                   |
| 3.9       | Smith         | 16/04/2014     |                                   |
| 4.0       | Benny         | 04/09/2014     |                                   |
| 4.1       | Dinah         | 18/12/2014     |                                   |
| 4.2       | Powell        | 23/04/2015     |                                   |
| 4.3       | Billie        | 18/08/2015     |                                   |
| 4.4       | Clifford      | 08/12/2015     |                                   |
| 4.5       | Coleman       | 12/04/2016     |                                   |
| 4.6       | Pepper        | 16/08/2016     |                                   |
| 4.7       | Vaughan       | 06/12/2016     |                                   |
| 4.8       | Evans         | 08/06/2017     |                                   |
| 4.9       | Tipton        | 16/11/2017     |                                   |

| Phiên bản | Tên phiên bản | Ngày phát hành           | Ghi chú |
| --------- | ------------- | ------------------------ | --- |
| 5.0       | Bebo          | 06/12/2018               | Trình biên tập mới theo khối Gutenberg, giao diện mới "2019". |
| 5.1       | Betty         | 21/02/2019               | Cảnh báo nâng cấp phiên bản PHP, và cải tiến trình biên tập khối. |
| 5.2       | Jaco          | 07/05/2019               | |
| 5.3       | Kirk          | 12/11/2019               | Giao diện mặc định mới "2020", thiết kế bởi Anders Norén. |
| 5.4       | Adderley      | 31/03/2020               | |
| 5.5       | Eckstine      | 11/08/2020               | |
| 5.6       | Simone        | 08/12/2020               | Giao diện mặc định mới "Twenty Twenty-One," cải tiến Gutenberg |
| 5.7       | Esperanza     | 09/03/2021               | Trình biên tập mới dễ dùng hơn, giảm dùng mã tùy biến. |
| 5.8       | Tatum         | 20/07/2021               | Duotone, bỏ hỗ trợ IE11, thêm hỗ trợ ảnh WebP. |
| 5.9       | Joséphine     | Ngày 25 tháng 1 năm 2022 | Giao diện mặc định mới "Twenty Twenty-Two". Cải tiến Gutenberg: Chủ đề khối có thể quản lý thông qua Trình chỉnh sửa trang, khối Điều hướng mới, điều khiển khối được cải tiến, Thư mục mẫu, Chế độ xem danh sách, khối Thư viện được cấu trúc lại, hỗ trợ chủ đề con Theme.json... |
| 6.0       | Arturo        | Ngày 24 tháng 5 năm 2022 | Cải tiến cách viết của Gutenberg, nhiều lựa chọn khối từ chế độ xem danh sách, khóa khối, các cải tiến về hiệu suất... |